# Броненосцы типа «Канопус»
Броненосцы типа «Канопус» (англ. Canopus class battleships) — серия британских эскадренных броненосцев конца 1890-х — начала 1900-х годов. Всего в 1896—1902 годах было построено шесть броненосцев типа «Канопус»: пять в рамках бюджета на 1896/1897 годы и шестой, «Вендженс», отличавшийся улучшенными механизмами заряжания и крупповской бронёй башен главного калибра — в рамках бюджета на 1897/1898 годы.

## Разработка
Уайт предложил спроектировать для использования в дальневосточных водах с уменьшенной осадкой, необходимой для проводки Суэцким каналом. Поскольку некоторые иностранные новые корабли не обшивались в подводной части медью, было предложено отказаться от этого и на новых британских кораблях. Для своевременной очистки подводной части решили доковать их в Гонконге.
На итоговом совещании было решено увеличить количество 152-мм орудий до двенадцати, с обеих мачт убрать верхние боевые марсы, уменьшить количество 47-мм орудий до шести, а 76-мм увеличить до десяти.

## Конструкция

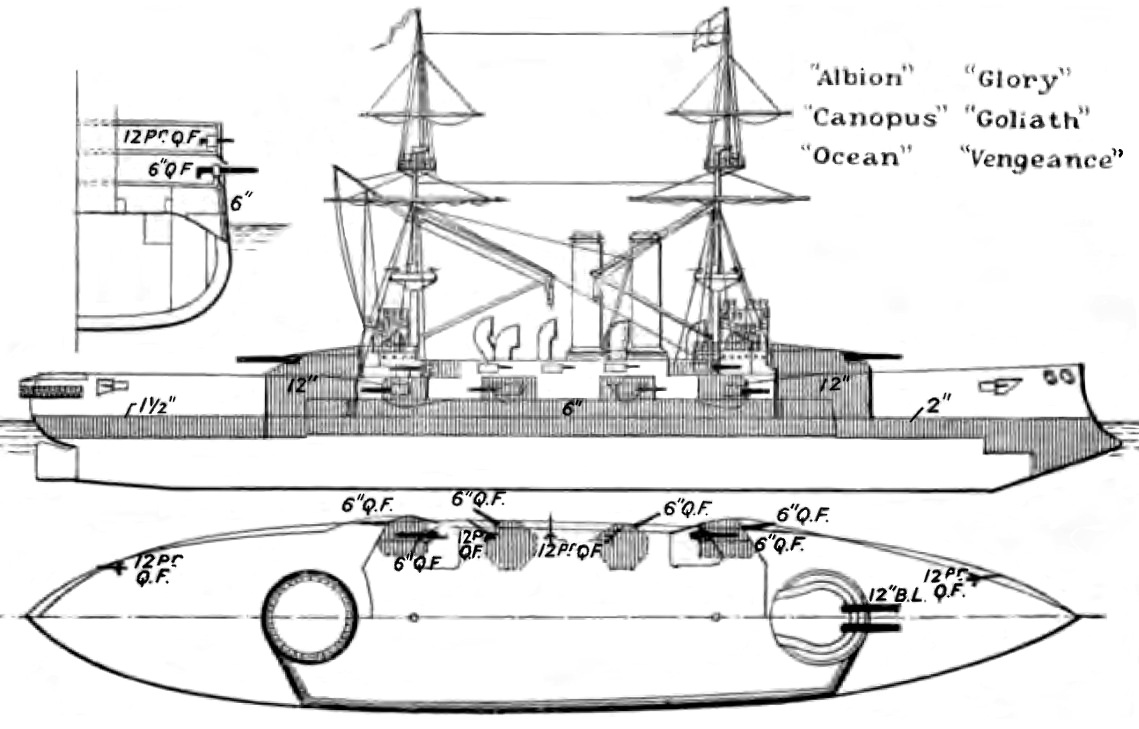
Схема броненосца типа «Канопус» (по состоянию на 1906 год)

Конструктивно они явились уменьшенной версией броненосцев типа «Маджестик», имея несколько большую скорость и ослабленное бронирование, и предназначались прежде всего для службы на Дальнем Востоке.
На броненосцах типа «Канопус» был также внедрён ряд новшеств: водотрубные паровые котлы, две броневые палубы из сталеникелевой брони и крупповская броня главного пояса вместо гарвеевской, частично компенсировавшая уменьшение толщины бортовой брони по сравнению с типом «Маджестик», но по уровню бронирования уступали японским броненосным крейсерам типа «Идзумо».
По сравнению с «Маджестиком» высота надводного борта в носовой части была на 3 фута ниже. Но это не ухудшило мореходность. Из-за малой осадки (при той же длине), имели больший диаметр циркуляции. Поскольку новые японские корабли не обшивались в подводной части медью, от подобного решения отказались и на новых британских броненосцах (подобная мера являлась весьма затратной с точки зрения расхода нагрузки и выражалась в увеличении осадки на целый фут).
Подкрепление тарана было проработано особенно тщательно. Таран представлял собой единую стальную отливку, в которую врезалась броневая палуба, а также крепились 51-мм поясные броневые плиты, притянутыми к рубашке борта и набору корпуса..
Гребные винты имели внешнее вращение, что оказалось неудачным, они имели меньший КПД и было труднее управлять кораблем, особенно на малых скоростях или на заднем ходу. Меньшее водоизмещение и осадка позволяли им проходить через Суэцкий канал.

### Вооружение
Основное вооружение «Канопусов» состояло из тех же 305-мм орудий, имевших боезапас 80 выстрелов на ствол, что и на предыдущей серии. Четыре тяжелые пушки были установлены попарно в носовой и кормовой башенной установках. Барбеты в плане были круглыми, устройства заряжения и подачи позволяли заряжать орудие при любом угле поворота башни и при фиксированном угле возвышения(13,5°).
Цикл одного выстрела составлял на «Венжесе» 32 с на остальных 45 с. Башни получили наклонную лобовую плиту.
Сами орудия, тем не менее, все ещё несколько уступали новейшим аналогам. Современные «Канопусам» французские броненосцы вооружались длинноствольными, 40-45 калиберными орудиями с большей начальной скоростью снаряда и более совершенными механизмами заряжания. Максимальная скорострельность британских орудий Mark VIII составляла 1 выстрел в 40 секунд при использовании хранящейся в башне готовой боеукладки из шестнадцати выстрелов: после того, как запас готовых снарядов в башне истощался, и новые выстрелы приходилось подавать из погребов, скорострельность снижалась до 1 выстрела в 60 и более секунд.
Средний калибр включал двенадцать скорострельных 152-мм пушек с длиной ствола 40 калибров. Восемь орудий располагались на главной палубе, ещё четыре — на верхней палубе в индивидуальных казематах.
Противоминная артиллерия была представлена дюжиной 76-мм 12-фунтовых пушек и шестью 47-мм пушками Гочкиса.
«Канопусы» стали первыми британскими броненосцами со спонсонами концевых казематов 152 мм орудий, что давало возможность этим пушкам вести огонь прямо по носу или корме — ни один из предыдущих броненосцев не имел такой возможности. Установка восьми орудий среднего калибра на главной палубе была слабым местом проекта из-за невозможности стрельбы в свежую погоду.

### Бронирование
«Канопусы» стали первыми британскими броненосцами, получившими две внутренние надводные бронированные палубы и имевшими вертикальное бронирование по всей ватерлинии. Появление дополнительной палубы было вызвано информацией об установке на французских броненосцах гаубиц.
Основная схема бронирования повторяла проект «Маджестик», но за счёт применения более прочной крупповской цементированной брони удалось уменьшить её толщину без сильного снижения защищенности корабля.
Впервые в британской практике, броненосцы имели полное поясное бронирование по ватерлинии.
Главный пояс из крупповской цементированной брони толщиной 6" (152 мм) имел длину 196 футов (60 м), при высоте 14 футов (4,3 м), и простирался между барбетами башен. и защищал цитадель корабля между башнями главного калибра. В носовой оконечности, имелся тонкий пояс пояс из никелевой стали толщиной 2" (51 мм), который защищал ватерлинию от поражения снарядами скорострельных орудий.

Носовой и кормовой траверсы из крупповской цементированной брони имели толщину 12 дюйма (305), палубы покрывались листами из мягкой 1 и 2-дм стали и вне каземата имели скосы, башни из гарвеевской стали — броню толщиной лоб:8 дм (203 мм), крыша: 2 дм (51 мм), казематы из гарвеевской брони 6 дм, носовая боевая рубка из гарвеевской брони 12 дм (305 мм), 203 мм (коммуникационная труба), кормовая боевая рубка из мягкой стали 3 дм. Толщина башенных барбетов выше бортового пояса составляла 305 мм, а за поясом — 152 мм.

## Служба
Большинство броненосцев типа «Канопус» первоначально использовались в основном на Китайской станции для противостояния растущему флоту Японии, за исключением головного корабля, входившего в состав Средиземноморского флота и Атлантического флота. С заключением Англо-японского союза в 1902 году, в 1903—1905 годах все шесть кораблей были возвращены в Великобританию и в предшествовавшие Первой мировой войне годы провели в основном в составе Флота Канала и Флота метрополии. В начале Первой мировой войны броненосцы типа «Канопус» использовались на удалённых театрах военных действий, но к началу 1915 года были сведены в составе Средиземноморского флота, использовавшись, в частности, в Дарданелльской операции, где два из них были потеряны. В 1916—1919 годах оставшиеся корабли серии были постепенно выведены в резерв или переведены на вспомогательные роли, а с окончанием войны, как и другие устаревшие броненосцы, были сняты с вооружения и пущены на слом в 1919—1922 годах.

## Представители
| Название             | Верфь                        | Закладка        | Спуск на воду   | Вступление в строй | Судьба                                                                          |
| -------------------- | ---------------------------- | --------------- | --------------- | ------------------ | ------------------------------------------------------------------------------- |
| «Канопус» Canopus    | Portsmouth Dockyard          | 4 января 1897   | 12 октября 1897 | декабрь 1899       | продан на слом в 1920                                                           |
| «Глори» Glory        | Laird, Birkenhead            | 1 декабря 1896  | 11 марта 1899   | октябрь 1900       | продан на слом в 1922                                                           |
| «Альбион» Albion     | Thames Iron Works, Blackwall | 3 декабря 1896  | 21 июня 1898    | июнь 1901          | продан на слом в 1919                                                           |
| «Голиаф» Goliath     | Chatham Dockyard             | 4 января 1897   | 23 марта 1898   | март 1900          | потоплен миноносцем «Муавенет-и Миллие» в восточном Средиземноморье 15 мая 1915 |
| «Оушен» Ocean        | Devonport Dockyard           | 15 февраля 1897 | 5 июля 1898     | февраль 1900       | подорвался на мине у Дарданелл 18 марта 1915                                    |
| «Вендженс» Vengeance | Vickers, Barrow              | 23 августа 1898 | 25 июля 1899    | апрель 1902        | продан на слом в 1921                                                           |

## Оценка проекта
Являясь уменьшенной и «удешевлённой» версией броненосцев типа «Маджестик», эскадренные броненосцы типа «Канопус» практически не уступали по боевым возможностям своему прототипу. Это стало возможным за счет перехода на крупповское бронирование, которое обладало большей прочностью чем гарвеевское, и позволяло уменьшить толщину (и массу) брони, без значительного ухудшения защищённости корабля.
Броненосцы типа «Канопус» не считались удачным типом, из-за тонкого бронирования, которое было явно недостаточным для противодействия тяжёлым снарядам.
Но осадка и водоизмещение, полностью соответствовало их назначению, так как эти корабли предназначались для службы на «Китайской станции», то есть на Тихом океане.
| Год закладки                        | 1894                                              | 1896                                      | 1897                                           | 1895                                            | 1897                                            | 1895                                          | 1894                                                          |
| Год ввода в строй                   | 1896                                              | 1900                                      | 1899                                           | 1898                                            | 1900                                            | 1901                                          | 1899                                                          |
| Водоизмещение нормальное, т         | 15 134                                            | 11 750                                    | 13 360                                         | 11 785                                          | 14 300                                          | 12 674                                        | 11 100                                                        |
| Полное, т                           | 16 063                                            | 12 446                                    | 14 529                                         | 11 895                                          | 15 453                                          | 14 790                                        |                                                               |
| Мощность ПМ, л. с.                  | 12 000                                            | 10 000                                    | 13 500                                         | 13 000                                          | 14 500                                          | 14 500                                        | 15 000                                                        |
| Максимальная скорость, пректная узл | 17                                                | 16                                        | 18                                             | 17,5                                            | 18                                              | 18                                            | 18                                                            |
| Дальность, миль (на ходу, узл.)     | 4700 (10)                                         | (10)                                      | 5320 (10)                                      | 3420 (10)                                       | 4000 (10)                                       | 5610 (10)                                     | 3650(10)                                                      |
| Бронирование, мм                    |                                                   |                                           |                                                |                                                 |                                                 |                                               |                                                               |
| Тип                                 | ГС                                                | ГС                                        | КС                                             | КС                                              | ГС                                              | ГС                                            | ГС                                                            |
| Пояс                                | 229                                               | 419                                       | 152                                            | 300                                             | 229                                             | 229                                           | 370                                                           |
| Палуба(скосы)                       | 63(102)                                           | 102                                       | 51(51)                                         | 65                                              | 63(102)                                         | 38(38)                                        | 55                                                            |
| Башни                               | 254                                               | 356                                       | 203                                            | 250                                             | 254                                             | 229                                           | 320                                                           |
| Барбеты                             | 356                                               | 318                                       | 305                                            | 250                                             | 305                                             | -                                             | 270                                                           |
| Рубка                               | 356                                               | 254                                       | 305                                            | 250                                             | 356                                             | 152                                           | 326                                                           |
| Вооружение                          | 2×2×305-мм/35 12×1×152-мм/40 16×1×76,2-мм/40 5 ТА | 2×2×330/35 16×1×152-мм/40 16×1×57-мм 4 ТА | 2×2×305/35 12×1×152-мм/40 10×1×76,2-мм/40 4 ТА | 2×2×240-мм/40 18×1×150-мм/40 12×1×88-мм/30 6 ТА | 2×2×305-мм/40 14×1×152-мм/40 20×1×76-мм/40 4 ТА | 2×2×254-мм/45 11×152-мм/45 20×1×76-мм/45 5 ТА | 2×2×305-мм/40 10×1×138-мм/45 8×1×100-мм/45 20×1×47-мм/43 4 ТА |